# Sanchonuño
Sanchonuño es un municipio y localidad española de la provincia de Segovia, en la comunidad autónoma de Castilla y León. Está situado a 9 kilómetros al sur de Cuéllar y a 51 kilómetros de Segovia.

## Geografía

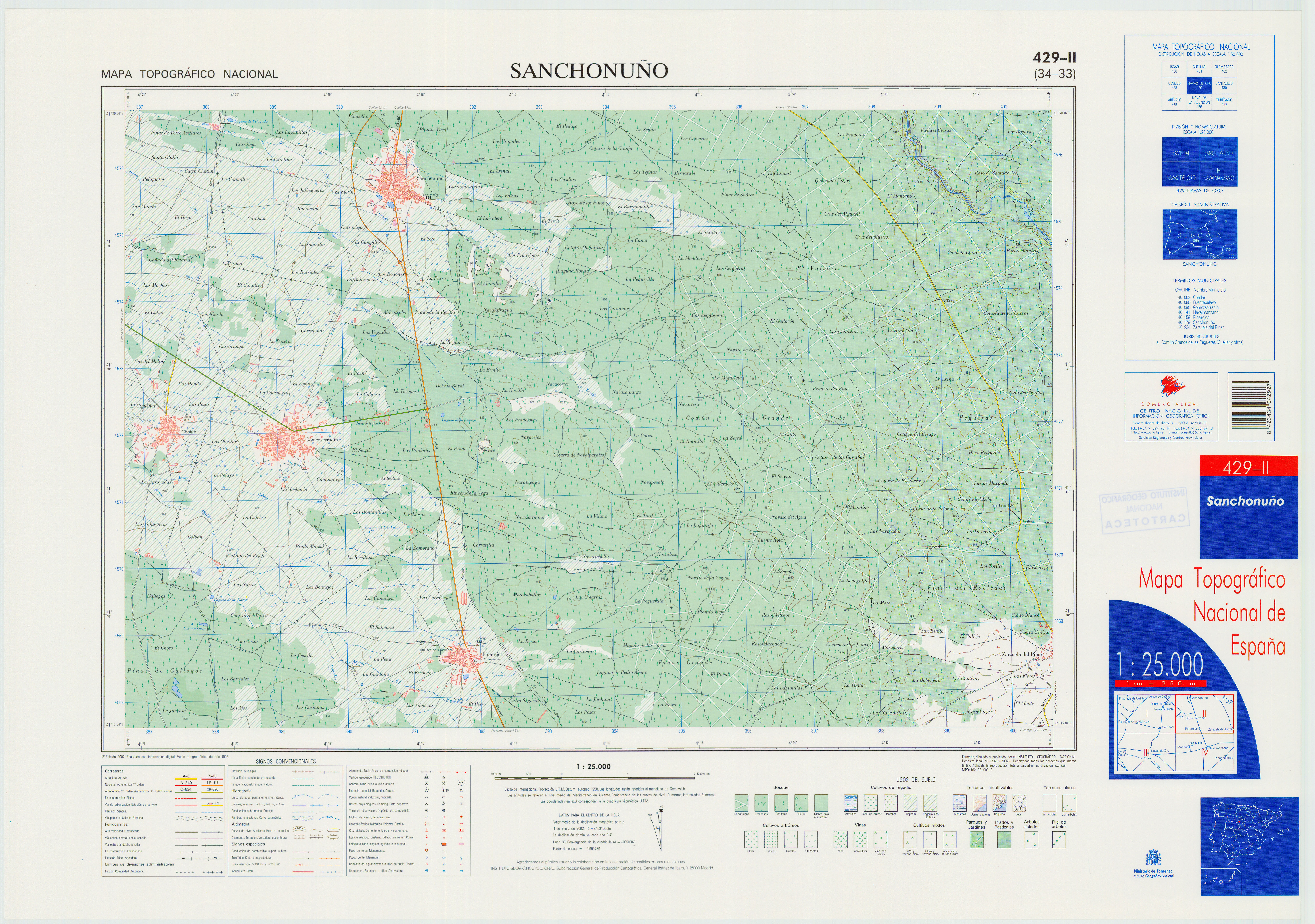
Fragmento de la hoja 429 del Mapa Topográfico Nacional de España de 2002 en el que se representa parte de Sanchonuño

El municipio de Sanchonuño se encuentra en la meseta norte de la península ibérica y su altura media sobre el nivel del mar 805 m.
El contexto geográfico y climático de Sanchonuño es el de la Meseta Norte. El municipio está situada a pocos kilómetros de la sierra de Guadarrama e hidrográficamente se encuentra emplazada en la cuenca del Duero.
Municipios limítrofes con Sanchonuño
| Noroeste: Cuéllar | Norte: Cuéllar     | Noreste: Cuéllar                      |
| Oeste: Cuéllar    |                    | Este: Común Grande de las Pegueras    |
| Suroeste: Cuéllar | Sur: Gomezserracín | Sureste: Común Grande de las Pegueras |

## Historia
Los restos arqueológicos más antiguos que se han localizado en la zona datan de la Edad de Bronce, y fueron hallados en el Pago de las Cotarras, donde aparecieron fragmentos de cerámica, puntas de flecha y otras herramientas. En las cercanías de este pago también se han localizado restos de un asentamiento visigodo.
El actual municipio aparece documentado por primera vez en 1247, y su nombre procede del de su repoblador, Sancho Nuño. Su historia aparece vinculada a la villa de Cuéllar, pues el municipio ha pertenecido siempre a su Comunidad de Villa y Tierra, encuadrado en el sexmo de Navalmanzano. 
Sanchonuño aparece constantemente en los pleitos que las aldeas de la Tierra abrían a la villa e instituciones eclesiásticas por el pago de sus diezmos. Así, se tiene noticia de que en 1425 el arcediano de Cuéllar, Gómez González aplicó los diezmos de Sanchonuño y otros municipios para una de sus fundaciones, el Estudio de Gramática, medida contra la que pleiteó el municipio.
A finales del siglo XVI, su población era de 49 vecinos, entre los que había un hidalgo y un clérigo, y en el siglo XIX Pascual Madoz comenta sobre el municipio en su diccionario que tenía 100 casas, ayuntamiento, en el que estaba la cárcel, un pósito y escuela de instrucción primaria. Se cultivaba trigo, cebada, centeno, patatas, sandías, melones, cáñamo, titos, muelas, garbanzos y yedras. Además cazaban liebres y perdices y tenían ganado lanar y vacuno, y su población era de 101 vecinos y 363 almas.

## Geografía humana

### Demografía
Cuenta con una población de 1027 habitantes (INE 2024).
| Gráfica de evolución demográfica de Sanchonuño entre 1842 y 2021                                                      |
| |
| Población de derecho según los censos de población del INE. Población de hecho según los censos de población del INE. |

### Comunicaciones

#### Carreteras
La principal carretera del municipio es la A-601, que une Valladolid con Segovia. Se trata de una autovía autonómica de la Junta de Castilla y León, con dos salidas en punto kilométrico 60 y 64.

#### Autobuses
El municipio se encuentra conectado con Valladolid y Segovia. Realiza varios trayectos a lo largo del día, a cargo de la empresa Linecar.

### Economía
Su economía está basada en la agricultura, y especialmente en el cultivo de regadío siendo destacada la industria de hortalizas. Además de su producción, el municipio cuenta también con diferentes empresas de transformación de los alimentos, a través de las cuales se envasan, manipulan y preparan las hortalizas para su comercialización. Entre los cultivos destacan la endivia, el maíz, la remolacha, la zanahoria, el guisante o la patata.
El municipio también cuenta con una pequeña industria de pescado, obtenida de las dos lagunas naturales dedicadas a la cría y comercialización de la tenca de agua dulce. Además, por estar encuadrado dentro de la Tierra de Pinares, cuenta también con industria de la madera.

## Símbolos
El escudo heráldico que representa al municipio se blasona de la siguiente manera: 

«División de los Cuarteles: Partido y medio cortado con bordura. Corona. Ducal. Cordura: Ocho roeles de azur sobre fondo de oro. Mital partida izquierda: Pino abierto y arrancado sobre fondo azur. Medio cortado derecha: Cantón Superior: Can de Santo Tomás con brazo arrancado en la boca sobre fondo púrpura. Cantón inferior. Doble espiga de oro sobre fondo de argén.»
Boletín Oficial de Castilla y León nº 10/1992 de 16 de enero de 1992

## Administración y política
| Periodo   | Nombre                         | Partido |
| --------- | ------------------------------ | ------- |
| 1979-1983 | José Luis Herrero Sanz         | UCD     |
| 1983-1987 | José Luis Herrero Sanz         | CP      |
| 1987-1991 | José Luis Herrero Sanz         | PDP     |
| 1991-1995 | José Luis Herrero Sanz         | PP      |
| 1995-1999 | Enriqueta García Herrero       | CDS     |
| 1999-2003 | José Luis Herrero Sanz         | PP      |
| 2003-2007 | José Luis Herrero Sanz         | PP      |
| 2007-2011 | José Luis Herrero Sanz         | PP      |
| 2011-2015 | Carlos Enrique Fuentes Pascual | PP      |
| 2015-2019 | Carlos Enrique Fuentes Pascual | PP      |
| 2019-2023 | Carlos Enrique Fuentes Pascual | PP      |
| 2023-act. | Carlos Enrique Fuentes Pascual | PP      |

| Partido político                         | 2019  | 2019  | 2019       | 2015  | 2015  | 2015       | 2011  | 2011  | 2011       | 2007  | 2007  | 2007       | 2003  | 2003  | 2003       |
| Partido político                         | %     | Votos | Concejales | %     | Votos | Concejales | %     | Votos | Concejales | %     | Votos | Concejales | %     | Votos | Concejales |
| Partido Popular (PP)                     | 77,25 | 455   | 6          | 68,34 | 421   | 5          | 49,52 | 312   | 4          | 49,91 | 281   | 4          | 78,28 | 346   | 7          |
| Partido Socialista Obrero Español (PSOE) | 19,69 | 116   | 1          | 28,73 | 177   | 2          | 48,41 | 305   | 3          | 48,13 | 271   | 3          | -     | -     | -          |

## Servicios públicos
El pueblo cuenta con una guardería y un colegio público de enseñanza infantil y primaria:
- Educación Infantil: cuenta con una guardería privada.
- Educación Primaria: C.R.A. El Carracillo.

## Cultura

### Patrimonio
- El edificio más notable es su iglesia parroquial, dedicada a Santo Tomás. Se trata de un edificio de traza renacentista construido a principios del siglo XVI en mampostería y ladrillo. En el siglo XVIII sufrió una importante reforma que confirió al templo un estilo barroco; destaca su espadaña de dos cuerpos sobre el arco toral, en la cabecera del templo, aunque fue restaurada en el siglo XX. Su retablo mayor es de estilo manierista, y está compuesto por una talla de Santo Tomás y seis pinturas de tabla que representan escenas de la vida del santo. Posee también una pila bautismal románica y algunas piezas de orfebrería, entre las que se encuentran la cruz parroquial, de la primera mitad del siglo XVIII y una custodia de plata de finales del mismo siglo.

### Fiestas
Las principales fiestas se celebran en honor a la Virgen del Rosario el primer fin de semana de agosto. También se festejan en la localidad Santo Tomás Apóstol (primer fin de semana de octubre) y San Isidro Labrador, por su tradición agrícola.

### Deporte
Instalaciones
El municipio cuenta con un frontón y un polideportivo, construido a finales de 2014. Asimismo encontramos una cancha de fútbol sala, un campo de fútbol, actualmente en desuso, y una piscina municipal.
Carrera Solidaria El Campo
Desde 2013 se realiza en el pueblo una carrera popular solidaria organizada por El Campo, empresa de la localidad. 
Esta carrera se desarrolla en mayo y participa gente de todas las edades.